# Dębogóra (powiat czarnkowsko-trzcianecki)
Dębogóra (niem. Eichberg) – wieś w Polsce położona w województwie wielkopolskim, w powiecie czarnkowsko-trzcianeckim, w gminie Wieleń.
W latach 1975–1998 miejscowość należała administracyjnie do województwa pilskiego.
W miejscowości znajduje się zabytkowy dwór.